# 장자중학교
장자중학교(長者中學校)는 대한민국 경기도 구리시 교문동에 있는 공립 중학교이다.

## 학교 연혁
- 2001년 1월 22일 : 장자중학교 설립 인가(24학급)
- 2001년 3월 1일 : 초대 홍영화 교장 취임
- 2001년 3월 5일 : 개교 및 제1회 입학식(6학급)
- 2004년 2월 13일 : 제1회 졸업식(졸업생 306명)
- 2007년 1월 15일 : 교실 증축(6개 교실 및 특별실)
- 2010년 8월 19일 : 체육관(해솔관) 준공
- 2022년 9월 1일 : 제9대 윤창수 교장 취임
- 2023년 1월 3일 : 제20회 졸업식(222명) (총누계 6,814명)
- 2023년 3월 2일 : 2023학년도 입학식(220명)

## 참고 자료
- 장자중학교 - 한국교육학술정보원 학교알리미